# Clemson Tigers

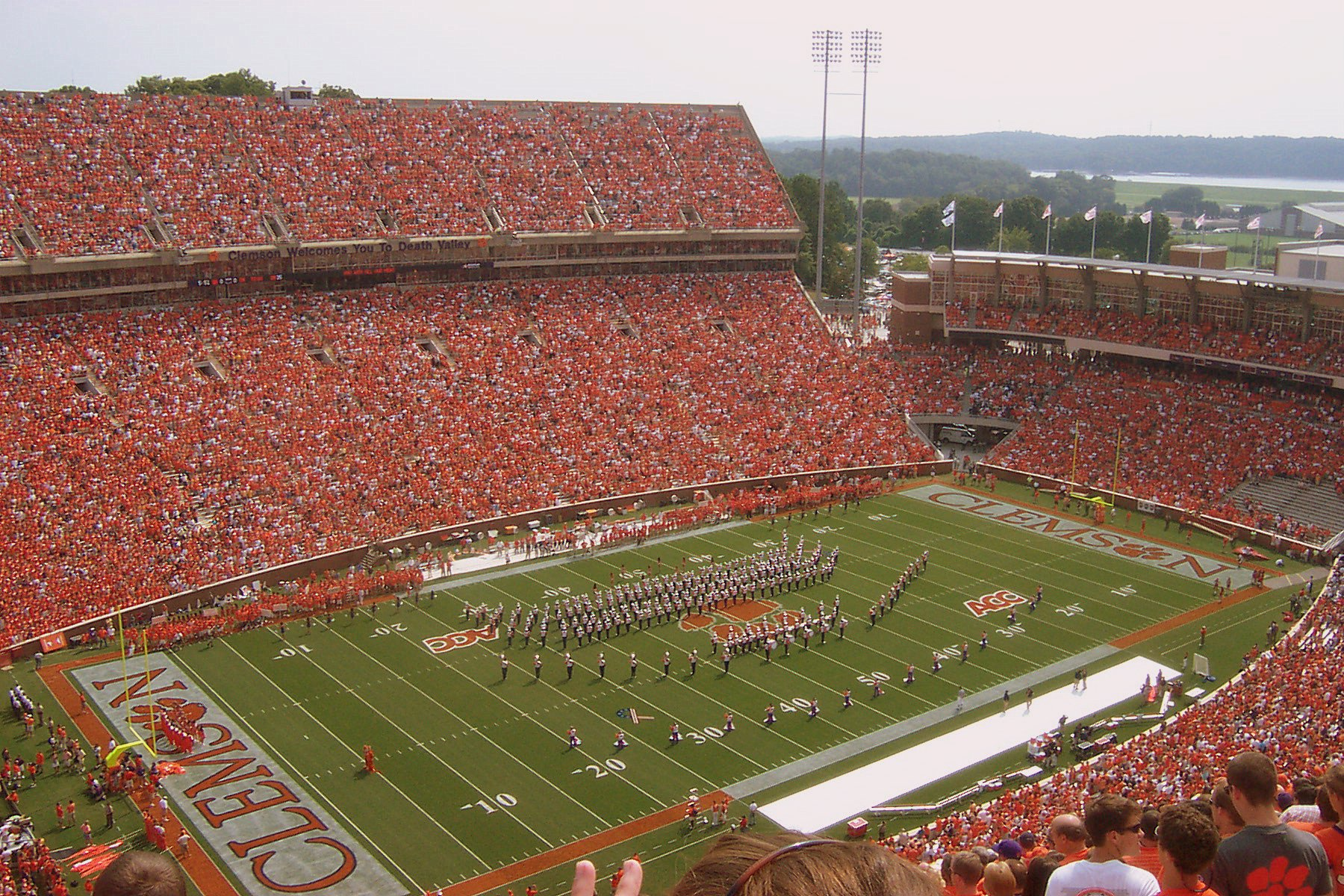
Memorial Stadium.

Clemson Tigers (español: Tigres de Clemson) es el nombre de los equipos deportivos de la Universidad Clemson en Clemson (Carolina del Sur). Los equipos de los Tigers participan en las competiciones universitarias organizadas por la NCAA, y forman parte de la Atlantic Coast Conference. 

## Fútbol americano
Uno de los equipos más populares es el de fútbol americano, que cosechó el  campeonato nacional en 1981, en 2016 y en 2018. Además, posee 16 títulos de ACC y 20 bowls, destacándose cuatro Orange Bowl en las temporadas 1950, 1981, 2013 y 2015.

## Baloncesto
El equipo de baloncesto masculino se ha clasificado 11 veces para la fase final de la NCAA, alcanzando en tres ocasiones la Sweet 16 y una la Elite 8. El femenino cuenta con cuatro apariciones en la Sweet 16 y una en la Elite 8 (1991) de la fase final de la NCAA.

## Fútbol
En fútbol masculino han ganado el campeonato nacional en 4 ocasiones 1984,1987,2021 y 2023, apareciendo 25 veces en el torneo de la NCAA. En el programa femenino, en 2000 se llevaron el título de conferencia.